# 강원고등학교
강원고등학교(江原高等學校)는 대한민국 강원특별자치도 춘천시 동면 장학리에 위치한 사립 고등학교이다.

## 학교 연혁
- 1957년 8월 30일 : 재단법인 보인원 설립 인가
- 1959년 3월 4일 : 보인종합고등기술학교 인가
- 1959년 4월 5일 : 초대 교장 허명구 선생 취임
- 1959년 4월 10일 : 개교
- 1960년 3월 25일 : 제1회 졸업식 거행
- 1965년 1월 30일 : 학교법인 보인원으로 조직 변경
- 1967년 10월 5일 : 강원종합고등학교 설립 인가 (9학급)
- 1968년 3월 10일 : 강원종합고등학교 개교
- 1971년 2월 21일 : 강원종합고등학교 제1회 졸업식 거행(통산 10회)
- 1972년 4월 21일 : 학교법인 강원학원으로 명칭 변경
- 1978년 10월 30일 : 강원고등학교로 교명 변경
- 1978년 10월 30일 : 학칙 변경 보통과 21학급 ('79.3.1시행)
- 1983년 3월 1일 : 학급 증설(24학급)
- 1994년 8월 18일 : 신축교사로 이전 (춘천시 동면 장학리 산 36번지)
- 1995년 2월 18일 : 신축교사 준공식
- 1998년 8월 13일 : 이사장 허필호 취임
- 2014년 5월 1일 : 강원고등학교 야구부 창단
- 2019년 9월 1일 : 제15대 교장 정홍섭 선생 취임
- 2024년 1월 10일 : 제63회 졸업식 (졸업생 190명, 총인원 17,525명)

## 참고 자료
- 강원고등학교 - 한국교육학술정보원 학교알리미